# Centromerus serratus
Centromerus serratus är en spindelart som först beskrevs av O. Pickard-Cambridge 1875.  Centromerus serratus ingår i släktet Centromerus och familjen täckvävarspindlar. Inga underarter finns listade i Catalogue of Life.